# Anicius Olybrius
Anicius Olybrius war ein oströmischer Senator und Konsul im Jahr 491.
Anicius Olybrius war der Sohn von Areobindus und der Anicia Iuliana, der Tochter des Kaisers Olybrius. Verheiratet war Anicius Olybrius mit der Nichte des Kaisers Anastasius, Irene, und hatte keine männlichen Nachkommen, nur Töchter.
Anicius Olybrius wurde im Jahr 491, als er kaum älter als 10 Jahre war, zum Konsul ernannt. Vor dem Jahr 533 wurde er zum Patricius ernannt. Politisch trat er kaum in Erscheinung. Da er im Jahr 533 von Kaiser Justinian I. aus dem Exil zurückgerufen wurde, wird er wie viele andere Senatoren nach dem Nika-Aufstand verbannt worden ein.